# Heirtzler Fracture Zone
Heirtzler Fracture Zone är en sprickzon i Antarktis. Den ligger i havet utanför Östantarktis. Nya Zeeland gör anspråk på området.